# Regula Solitariorum

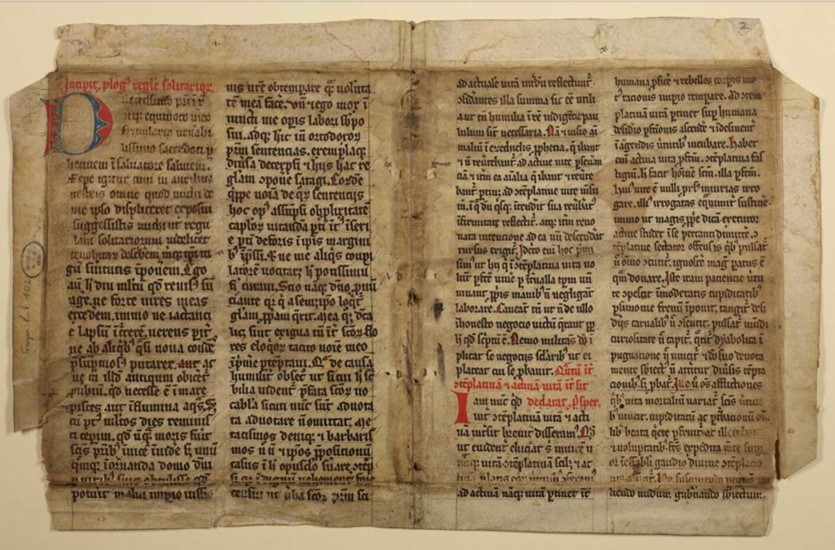
Manuscript van de Regula Solitariorum.

De Regula Solitariorum is een tekst die dateert uit de negende eeuw en is geschreven door de monnik Grimlaicus. De Regula werd gepubliceerd in de regio rond het huidige Metz. De tekst bestaat uit een proloog en 69 hoofdstukken die een handleiding vormen tot een eenzaam leven binnen een kloostergemeenschap. De tekst is opgedragen aan Dom Jean Mabillon, die een priester was. Het doel van de tekst was een levenswijze voor te schrijven die de kluizenaar dichter tot God zou brengen.

## Inhoud
De Regula Solitariorum is een tekst die bestaat uit een proloog en 69 hoofdstukken. Het werk bevat een handleiding tot een eenzaam leven binnen een kloostergemeenschap. Opmerkelijk is dat de tekst zich oorspronkelijk richt op vrouwelijke gemeenschappen omdat er weinig focus was op vrouwelijke gemeenschappen in de vroege tiende eeuw. De Regula Solitariorum richt zich ook niet op anachoreten (iemand die alleen in afzondering leeft, andere benaming voor kluizenaars of heremieten), die volledig gescheiden van de wereld leven, maar op kluizenaars die in een zogenaamd coenobium leven. Een coenobium is een gemeenschap van monniken die samenwonen in een klooster. Deze monniken volgen ook het klassieke horarum, dat zijn de vastgelegde gebedstijden. Grimlaicus ziet een duidelijk verschil tussen de kluizenaar die hij voor zich ziet en de coenobia waaraan de Regula is gericht. Het verschil is dat de kluizenaars zich afzonderen van de rest van de wereld.
De Regula Solitariorum bestaat gedeeltelijk uit een collectie van eerdere werken die Grimlaicus verzamelde  (Regula Benedicti, The lives of the Desert Fathers en enkele niet-geïdentificeerde bronnen), maar is deels ook een originele tekst (hoofdstukken 8-13, 17, 23-24). Het grootste probleem met de Regula Solitariorum is de interpretatie; aangezien sommige hoofdstukken elkaar tegenspreken is het moeilijk om te achterhalen wat Grimlaicus precies bedoelde.
Vooraleer Grimlaicus dit gedragsvoorschrift had geschreven waren er reeds enkele kluizenaars die zichzelf opsloten in aparte cellen (vermoedelijk vanaf circa 461-491). Het is mogelijk dat Grimlaicus zijn Regula schreef als richtlijn om misbruik van het solitair leven tegen te gaan: er waren gevallen bekend waarin monniken zich opsloten om geen verantwoording te moeten afleggen tegenover de maatschappij in plaats van uit religieuze overwegingen. Een bekend voorbeeld van een monnik die zich voor de tijd van Grimlaicus al opsloot is de monnik Leobard, die zichzelf opsloot in een cel maar wel beschikbaar bleef voor de buitenwereld. Het is mogelijk dat Grimlaicus zijn Regula Solitariorum deels op zijn leven baseerde.
Volgens Grimlaicus moesten aan een paar voorwaarden voldaan zijn om van een goed kluizenaarsleven te kunnen spreken: de kluizenaar moest eerst grondig getest worden in zijn geloof en bewijzen dat hij of zij een solitair leven aankon. Aan de insluiting zelf waren er bepaalde rituelen verbonden: de rest van de monniken of zusters baden voor de bijna-ingeslotene en de bisschop was aanwezig om de insluiting te voltooien. Dit moest in een stille en serene sfeer gebeuren.
Ook voor de cel waren er bepaalde vereisten: de kamer moest klein zijn, maar niet claustrofobisch. Er moest een klein tuintje aanwezig zijn zodat de kluizenaar deels in zijn eigen levensonderhoud kon voorzien en minstens twee ramen: één naar de kerk of kapel van het klooster zodat de kluizenaar nog samen kon bidden met de rest van de monniken of zusters, en één tussen de kamers van twee kluizenaars in (er moesten altijd minstens twee kluizenaars in een kapel of kerk zijn: deze mochten tegen elkaar spreken om niet gek te worden van eenzaamheid). Deze ramen moesten voorzien zijn van zware, dubbele gordijnen om afleiding te voorkomen. Verder waren kluizenaars volgens Grimlaicus verplicht om zich om de veertig dagen te scheren en hun haar te knippen, en moest er een bad voorzien zijn. De cel mocht alleen terug open in geval van ernstige ziekte. In andere gevallen zou het stoppen van het leven als kluizenaar leiden tot excommunicatie uit de Kerk.

## Auteur
Grimlaicus was een monnik uit de negende of tiende eeuw en kwam waarschijnlijk uit de regio rond Metz in het Frankische Rijk , dat is het koninkrijk der Franken ook wel bekend als Francia. Hij leefde zelf al lang als kluizenaar voor hij de Regula Solitariorum schreef. Om deze reden was hij al bekend met de Regula Benedicti, die hij dan ook verschillende keren in zijn eigen werk geciteerd heeft. Verder is er over hem niet veel bekend.

## Opmaak
De Regula Solitariorum bestaat uit een proloog gevolgd door 69 hoofdstukken.
1. The Kinds of Solitaries
2. The Loftier Precepts Concerning Monks or Solitaries
3. The Four Orders of People That Will Be on the Day of Judgment
4. What True Riches Are
5. The Perfection of Justice
6. Those Who Renounce the World Should Have Neither Inheritances Nor Possessions
7. After Renouncing the World, a Person Should Not Save up Riches
8. What Is Proper to the Active Life, and What Is Proper to the Contemplative Life
9. What the Qualities of That Person Should Be in the Active Life Who Is Endeavoring to Rise up to the Contemplative Life
10. The Difference between the Active Life and the Contemplative Life
11. The Contemplative Life Delights, Even Now, Those Who Despise Present Things
12. The Nature and Extent of the Perfection of the Contemplative Life in This Flesh
13. The Saints Cannot See God Perfectly Unless They Have Reached the Blessedness of the Life to Come
14. Our Holy Forebears First Began to Live the Solitary Life in Order That They Might Reach the Perfection of the Contemplative Life
15. Concerning the Procedure for Receiving Brothers into Reclusion
16. What the Cell of Reclusion Should Be Like
17. There Must Never Be Fewer Than Two or Three Solitaries at a Time
18. Whether Priests from the Surrounding Countryside or Young People Ought to Be Received into the Solitary Life
19. What Kind of People and How Holy Solitaries Ought to Be
20. How Solitaries Should Be Taught, and in What Manner They Should Teach Others, and How They Should Discretely Look After One Another
21. Solitaries Should Give All People Examples of Light, and They Should Live Praiseworthy Lives but Should Not Seek to Be Praised
22. Those Who Can Be Put in Charge of Governing but Who Flee from Being in Charge Because They Wish to Live a Life of Peace
23. About the Life and Behavior of Solitaries and How They Ought to Conduct Themselves in the Solitary Life
24. On the Same Topic as the Previous Chapter
25. The Tools of Good Works
26. Observing God’s Commandments
27. A Deplorable Description of Those Who Do Not Observe Christ’s Precepts
28. Continuing the Same Lamentation as Above
29. Compunction of Heart
30. The Two Kinds of Compunction
31. Concerning Reverence and Persistence in Prayer
32. How Someone Can Pray Without Ceasing
33. All Empty Thoughts Are Illusions Worked by Demons
34. God and the Angels Are Always Present to Those Who Are Singing and Chanting Psalms
35. The Praise of the Psalms and the Arrangement of the Hours at Which We Ought to Sing Psalms
36. Whether Anyone Should Dare to Receive the Body of the Lord or to Chant Mass Every Day
37. Whether Someone May Celebrate Mass or Not, After the Illusion That Sometimes Happens in Dreams
38. Constancy in Reading and Prayer
39. The Daily Manual Work of Solitaries
40. At Certain Hours Solitaries Should Be Occupied in Manual Labor
41. Solitaries Should Have Nothing of Their Own and Should Accept the Offerings of the Faithful
42. The Hours at Which Solitaries Ought to Take Their Meals
43. The Table of Solitaries
44. Avoiding Overindulgence
45. The Amount of Drink of Solitaries
46. Avoiding Drunkenness, and the Praise of Sobriety
47. Whether Everyone Should Receive in Equal Measure the Necessities of Life
48. Solitaries Who Are Sick and Old
49. The Clothing and Footwear of Solitaries
50. The Bedding of Solitaries
51. They Should Shave at Certain Times, so as Not to Be Hairy
52. The Disciples of Solitaries and Their Obedience
53. Concerning the Good Zeal That Solitaries Ought to Have toward Their Disciples
54. How Solitaries Ought to Fast
55. Solitaries Should Break Their Fast for the Sake of Guests
56. Charity
57. Humility
58. Obedience
59. The Virtue of Patience
60. Discretion
61. Silence
62. Avoiding Malicious Talk: Two Ways in Which Someone Can Speak about the Sins of Someone Else Without Sinning
63. Consolation of Solitaries in the Face of Malicious Talk
64. Thoughts and Diabolical Illusions
65. The Various Temptations of Solitaries
66. The Temptations of Dreams
67. Solitaries Should Not Seek to Perform Signs and Miracles
68. The Threefold Grace of Charisms
69. Solitaries, after They Have Been Enclosed, Must Never Return to Secular Life, and Concerning Perseverance in Good Works

## Vertalingen
De eerste vertaling dateert uit het einde van de veertiende eeuw en is afkomstig uit Regensburg. De vertaler is onbekend. In deze vertaling is de Regula nog gericht naar vrouwen, maar dit zal snel veranderen. De tweede vertaling door de monnik Johannes Hertenstain dateert uit 1425. Hij besloot in de tekst het grammaticale gender aan te passen van vrouw naar man. Johannes was een monnik aan de abdij van Sankt Gallen in Sankt Gallen onder de abt Heinrich von Mansdorf. Deze abdij leefde volgens de Regula Benedicti en het waren de ankeressen in Steinertobel, dichtbij Sankt Gallen, die vroegen om een vertaling van de Regula Solitariorum.